# 南楼街道
南楼街道，是中华人民共和国辽宁省营口市大石桥市下辖的一个乡镇级行政单位。

## 行政区划
南楼街道下辖以下地区：
朝阳社区、东市社区、文明社区、曹官村、鞭杆村、英风村、前百村、后百村、腰屯村、张官村、枣岭村、高庄村、圣水村、工农村、陈家村、钱家村、王家村、徐家村、西江村和东江村。